# Nexus 10
Nexus 10 är en surfplatta designad och utvecklad av Google i samarbete med Samsung som släpptes den 29 oktober 2012. Nexus 10 ingår i produktserien Google Nexus, som är mobila enheter som utvecklats i samarbete mellan Google och olika utvecklare, och som endast levereras med operativsystemet Android, utan andra programvarutillägg eller modifieringar. 
Samma dag lanserade Google även Nexus 4 tillsammans med LG, Nexus 7 HSPDA+ med ASUS samt Android version 4.2, Jelly Bean. Googles planerade lanseringsevent den dagen blev emellertid inställt på grund av orkanen Sandy, som då nådde New York.
Nexus 10 är Googles andra surfplatta och den första enheten som säljs med Android 4.2, Jelly Bean. Den har en Exynos 5 Dual-core processor från Samsung på 1,7 GHz, har 2 GB RAM och går att köpa med antingen 16 GB eller 32 GB lagringsutrymme. Till skillnad från den mindre Nexus 7 har den en 5MP kamera på baksidan med en LED-blixt, men också en 1.9MP HD-kamera på framsidan. Skärmen är en 10.1" stor True RBG Real Stripe PLS-skärm, därav namnet Nexus 10. Den saknar dock 3G/HSPDA och stöd för externt minneskort liksom Nexus 7 gjorde från början, men från och med den 29 oktober får Nexus 7 nu även stöd för 3G/HSPDA+ - så man kan tänka sig att även Nexus 10 får detta i framtiden.